# باغ کتاب تهران
باغ کتاب تهران یک مجموعه فروشگاه کتاب و سرگرمی‌های علمی در منطقه عباس‌آباد تهران است. این باغ از شرق با کتابخانه ملی ایران، از شمال‌شرقی با فرهنگستان‌های علوم، و زبان و ادب فارسی، از شمال‌غربی با باغ هنر، و از غرب با باغ‌موزه دفاع مقدس همسایه است. وسعت باغ کتاب تهران ۱۱۰ هزار متر مربع است که ۶۵ هزار متر مربع آن ساختمان نمایشگاهی، تالارها همایش و اداری است و بقیه آن را فضای سبز و یک دریاچه مصنوعی تشکیل می‌دهد. فضای داخلی باغ کتاب تهران شامل چهار بخش اصلی با نام‌های بهارستان (کودک و نوجوان)، خیالستان (فناوری‌های دیجیتال)، نگارستان (سالن‌های سینما) و سروستان (عمومی و بزرگسال) است و در دو طبقه ساخته شده‌است. هزینهٔ ساخت پروژهٔ باغ کتاب در طول دورهٔ اجرا بالغ بر ۲۰۰ میلیارد تومان برآورد شده‌است.

## مالکیت و مدیریت
مجموعه باغ کتاب زیرمجموعه سازمان فرهنگی هنری شهرداری تهران می‌باشد. در حال حاضر مدیریت مجموعه باغ کتاب به عهدۀ محمدحسن سعادت هندی است.

## امکانات و فضاها
- کتاب‌فروشی: باغ کتاب با داشتن دو کتاب‌فروشی بزرگسال و کودک بزرگ‌ترین فضای فروشگاهی کتاب در جهان به‌شمار می‌آید.[نیازمند منبع]
- باغ علم کودک: این بخش یک مرکز علم ساخت شرکت ال‌جی کره است که در آن کودکان ۶ تا۱۳ سال با داستان بدن، داستان خانه، داستان شهر و داستان زمین طی بازی‌ها و سرگرمی‌های مفرح علمی آموزشی آشنا می‌شوند.
- باغ علم نوجوان: در این مرکز علم نوجوانان از طریق بازی‌ها و ابزار علمی فرصت کشف تجربۀ بسیاری از مباحث علمی دروس ریاضی، فیزیک و شیمی را به دست می‌آورند.
- سالن‌های همایش: وجود یک سالن همایش اصلی ۴۵۰ نفره، چهار سالن همایش فرعی ۱۵۰ نفره و پنج سالن سینمای جنبی برای فضای برگزاری نشست‌ها و برنامه‌های فرهنگی و علمی و گفت‌وگوی متخصصان و اصناف مرتبط با کتاب را فراهم می‌کند؛
- کلاس‌های آموزشی: کارگاه‌ها و کلاس‌های آموزشی متنوعی در باغ کتاب در نظر گرفته شده‌اند که علاوه بر فضای تالارها، در فضاهای داخلی دیگر باغ هم تشکیل می‌شوند.[۴]
- کافه بازی: در بخش کافه بازی، علاوه بر غذا، بازی‌های رومیزی فکری، ماز لیزری، دو دستگاه پلی‌استیشن ۴، و ماشین فرار (که به نوعی مثل یک اتاق فرار است، چون در آن حبس می‌شوید و یک ساعت فرصت دارید تا از خودرو خارج شوید) وجود دارد.
- سرزمین فکربازیا: سرزمین فکربازیا به نوعی مشابه شهر کاربازیای برج میلاد است؛ و در آن بخش‌های مختلفی مثل ساخت بازیا، تلاش بازیا، طبیعت بازیا، صدا بازیا و راز بازیا وجود دارد.
- اتاق فرار باغ کتاب: بازی اتاق فرار باغ کتاب جدیدترین بازی اتاق فرار شهر تهران است. اتاق‌های این بازی عبارتند از: نامه‌ای از جهنم، نفرین فرعون و بیگانه.
- فودکورت

## نگارخانه

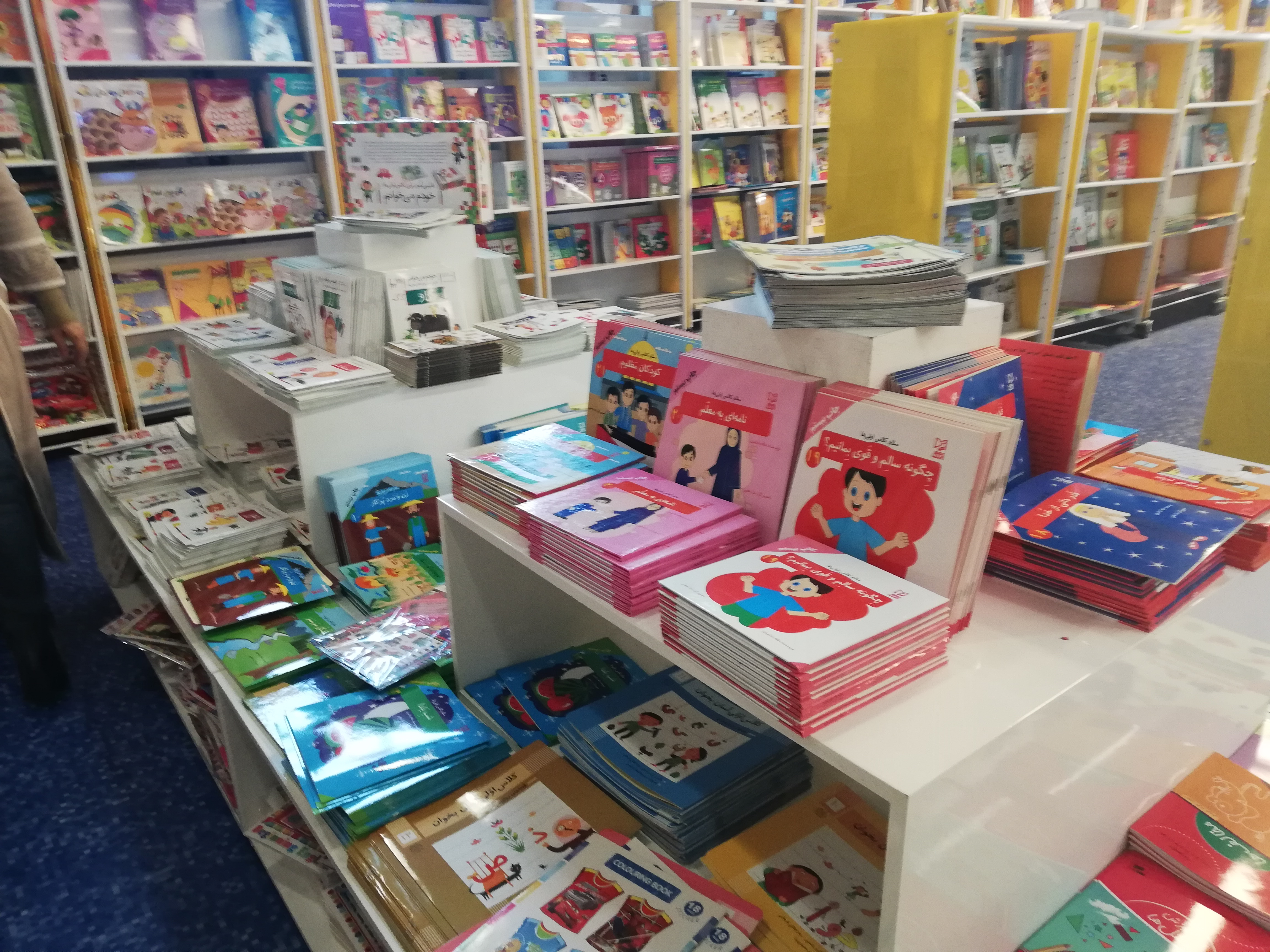
باغ کتاب
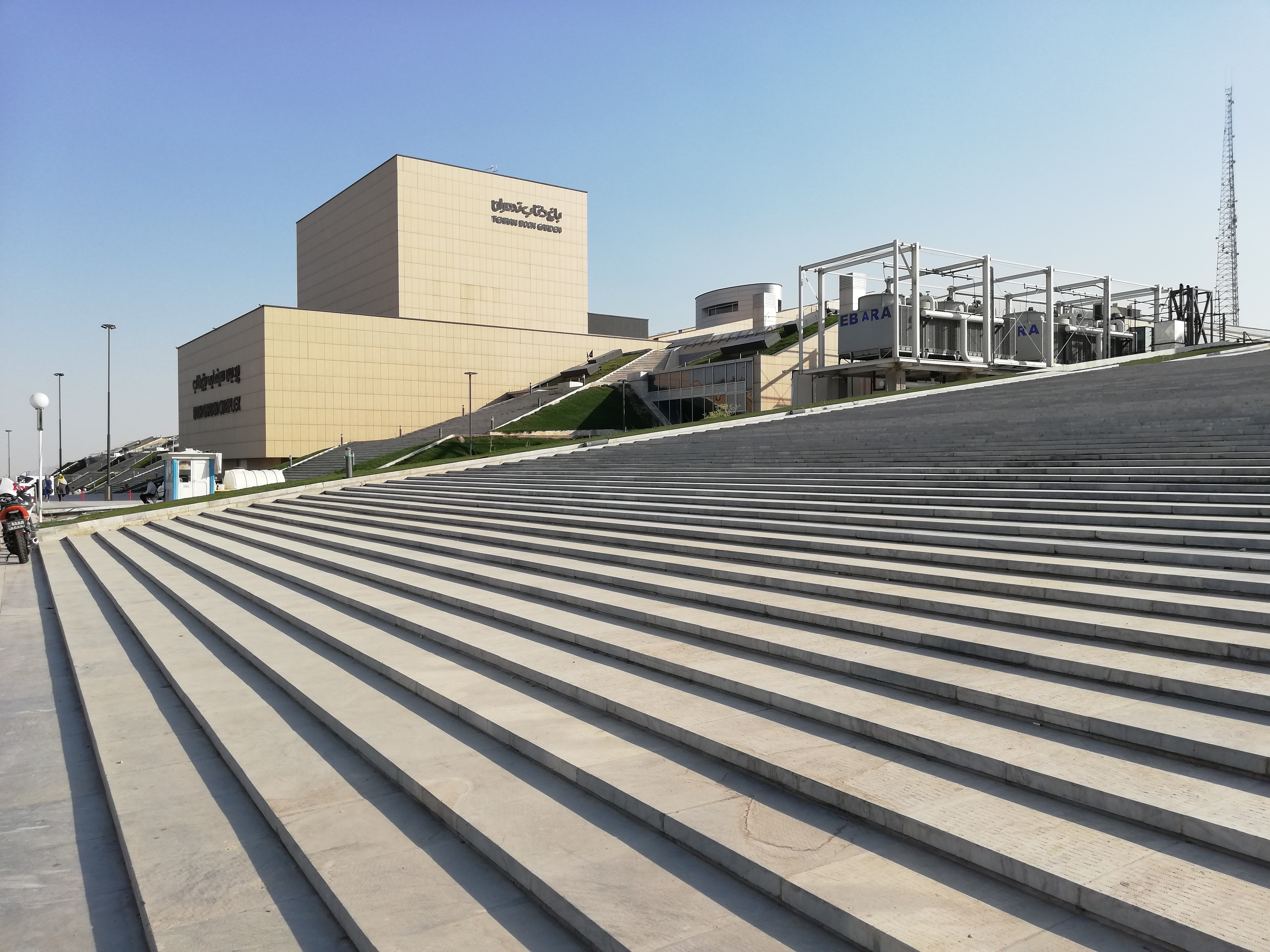
باغ کتاب
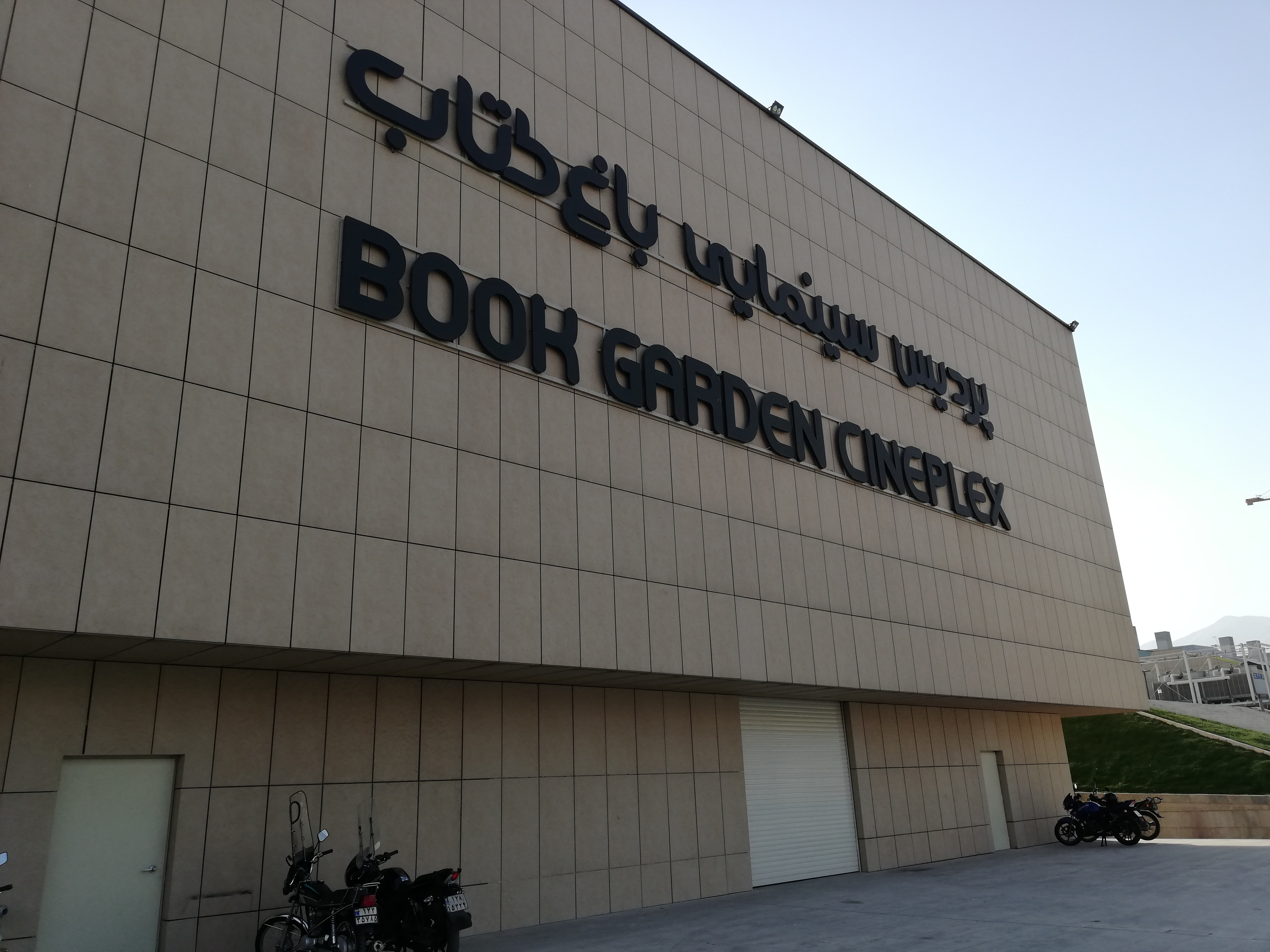
باغ کتاب
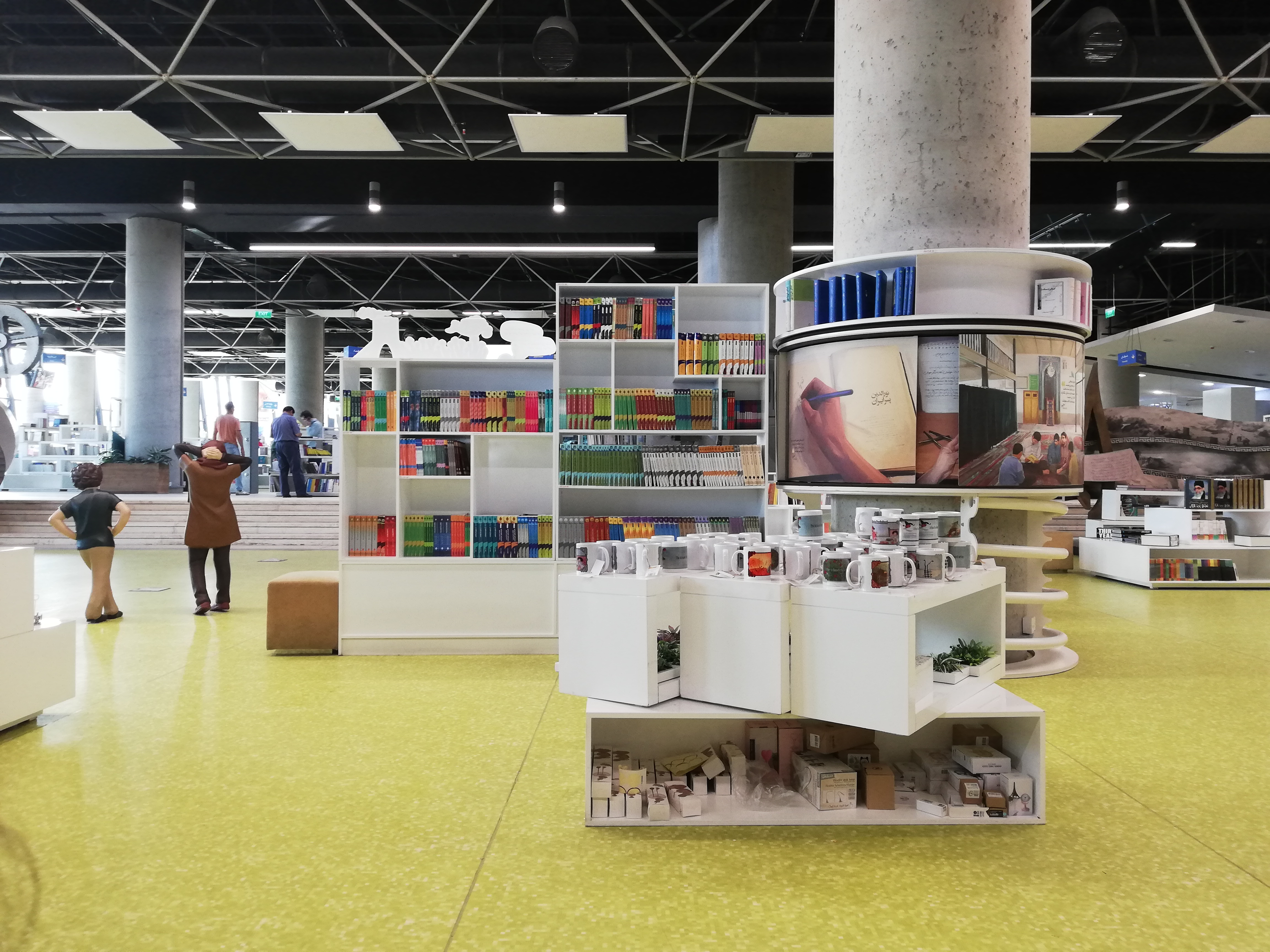
باغ کتاب